# Bayview (hrabstwo Contra Costa)
Bayview – jednostka osadnicza w Stanach Zjednoczonych, w stanie Kalifornia, w hrabstwie Contra Costa.